# Vesele, Bilopillea
Vesele (în ucraineană Веселе) este un sat în așezarea urbană Jovtneve din raionul Bilopillea, regiunea Sumî, Ucraina.

## Demografie
Componența lingvistică a localității Vesele
     Ucraineană (95,9%)
     Rusă (2,46%)
     Alte limbi (0,82%)
Conform recensământului din 2001, majoritatea populației localității Vesele era vorbitoare de ucraineană (95,9%), existând în minoritate și vorbitori de rusă (2,46%).